# Leigh Brackett
Leigh Brackett   (Los Angeles, 7 de desembre de 1915 - Lancaster, 18 de març de 1978) va ser una escriptora estatunidenca de ciència-ficció. Va ser una col·laboradora habitual a Planet Stories, durant quinze anys, amb la publicació de disset relats.
També va ser una guionista coneguda pels seus treballs en pel·lícules com The Big Sleep (1946), Riu Bravo (1959), The Long Goodbye (1973) i L'Imperi contraataca (1980).